# Той, хто хоче вижити
«Той, хто хоче вижити» або «Тип вцілілого» (англ. Survivor Type) — оповідання американського письменника Стівена Кінга у жанрі психологічних жахів. Вперше було опубліковано в антології Terrors у 1982 році, а пізніше, у 1985 вийшло у складі авторської збірки Кінга «Команда скелетів».

## Сюжет
Оповідання посинається з епіграфа:
|  | Рано чи пізно перед кожним студентом-медиком постає питання: який ступінь шоку здатен витримати їх пацієнт? Різні викладачі відповідають на це питання по-різному, але загалом усі їх відповіді зводяться до нового запитання: наскільки сильно пацієнт хоче вижити? Оригінальний текст (англ.) Sooner or later the question comes up in every medical student's career. How much shock-trauma can the patient stand? Different instructors answer the question, in different ways, but cut to its base level, the answer is always another question: How badly does the patient want to survive? |

Оповідання написане як щоденник колишнього хірурга Річарда Пайна Пінцетті (англ. Richard Pine né Pinzetti), який, намагаючись перевезти контрабандою велику кількість героїну на борту круїзного судна, змушений рятуватися втечею, коли корабель тоне через вибух. Його викидає на невеличкий пустельний острів у Тихому океані з дуже обмеженим запасом води та взагалі без їжі, тож він починає полювати на чайок. Коли над островом пролітає літак, Пінцетті намагається привернути його увагу ламає собі щиколодку. Через декілька днів у нього починається гангрена. Річард вирішує ампутувати собі ступню,  знеболювальним використовує героїн. Операція проходить успішно. Чим далі продовжується розповідь, тим більш розрізненими там менш структурованими стають записи у щоденнику. Після довгих днів голодування, він вирішує з'їсти свою відрізану ногу. Пізніше Пінцетті призвичаївся до героїну та почав його вживати постійно. З часом він вирішує відрізати ногу до коліна, а потім і іншу ногу, щоб з'їсти їх. Використовуючи хірургічні знання та навички Пінцетті продовжує відрізати собі різні частини тіла для вживання у їжу. У кінці оповідання він вирішує відрізати собі пальці, які, протягом розповіді, він більш за все намагався зберегти.

## Історія створення та публікація
У примітках до збірки оповідань «Команда скелетів» Стівен Кінг написав, як у нього з'явилася ця ідея: «Одного разу я почав думати про канібалізм… і в той момент моя муза знову випорожнилася мені на голову. Я знаю, це грубо звучить, але це найкраща метафора, яку я можу підібрати». Пізніше Кінг уточнює, що його настільки зацікавила ця ідея, що декілька днів він міг лише тільки і думати про це. Він почав писати оповідання після розмови зі своїм сусідом, Ральфом Дрюзо, лікарем на пенсії, який підтвердив, що «людина може існувати харчуючись частинами свого тіла — як і все інше, що є матеріальним, людське тіло є просто накопичувачем енергії». Саме розмова з Дрюзо надихнула Кінга на написання епіграфа до твору.
Кінг написав це оповідання ще у 1977, але роками не міг продати його; він заявив, що навіть чоловічі журнали не хотіли публікувати розповідь. Письменник відмічав, що твори про примар та канібалізм є табуйованою тематикою, про що свідчить реакція глядачів при перегляді фільму «Ніч живих мерців» режисера Джорджа Ромеро.
Про це оповідання Кінг казав:
|  | Що стосується оповідань, то моторошні мені подобаються найбільше. Однак історія «Той, хто хоче вижити» заходить трохи занадто далеко навіть для мене. Оригінальний текст (англ.) As far as short stories are concerned, I like the grisly ones the best. However the story «Survivor Type» goes a little bit too far, even for me. |

Вперше «Той, хто хоче вижити» було опубліковано у антології «Terrors» у 1982 році. Пізніше, Кінг включив його у свою збірку «Команда скелетів», яка вийшла у світ 21 червня 1985.

## Відгуки
Крістофер Леманн-Гаупт, оглядач з Нью-Йорк таймс, підкрелює різницю між оповіданнями збірки та вважає, що у цій історії «Стівен Кінг хотів подивитися, що може зійти йому з рук». Інша оглядачка з цієї ж газети, Сьюзан Болотін, вважає історію ефектною, але дурною. Стиль написання міг би звезти з розуму як Фрейда, так і своїх читачів, якби Кінг не дистанціювався від свого матеріалу за допомогою гумору, самосвідомості та іронії.
Дон Геррон вважав історію кроком за межі типового поганого закінчення, яку він класифікував як «безжалісний жах». Історія більше нагадує реальні події. Геррон заразовує це оповідання до когорти найкращих у цій збірці, поряд з розповіддю «Найкоротший шлях місіс Тодд».
Джеймс Сміт з Ґардіан називав оповідання страшною історією з потенційно ненадійним оповідачем. Про це свідчить його часткова втрата пам'яті та здорового глузду. Головному герою доводиться застосувати всі свої навички лікаря — з'їсти сирого птаха, ампутувати заражену гангреною ногу, а потім і інші частини тіла, щоб відігнати інфекцію і голод. Кінг знову торкається загальних, звичних страхів. «Хто з нас не думав про те, що може статися, якщо потрапити у корабельну аварію? Хто з нас не думав про те, як далеко може зайти людина, щоб вижити? Але той факт, що Кінг заводить історію так далеко, як він це робить — без щасливого фіналу, без спасіння у останню хвилину, тільки розпалює жах».
Інші критики та оглядачі характеризували головного героя оповідання як готичного божевільного вченого та Робінзона Крузо XX століття. Кінг спеціально намагається викликати відразу до персонажа, чиї навички хірурга забезпечують правдивість історії. «„Той, хто хоче вижити“ може зіпсувати ваш наступний похід до кондитерської, і тим не менш, змушує задуматися про фанатизм та кар'єризм у конкурентному суспільстві».

## Екранізації
Оповідання було чотири рази екранізовано у вигляді короткометражних фільмів — у 2011, 2012, 2013 та 2017.
- У 2011 роль Річарда зіграв Девід Келхун[12]. Бюджет для зйомок цього фільму збирали на Kickstarter.
- У 2012 головну роль зіграв Ґідеон Емері[en], раніше відомий своєю грою у серіалах «24», «Місце злочину: Нью-Йорк» та «Чорна мітка»[13]. Прем'єра відбулася у Драматичному театрі Пенобскот[en][14]. Права на адаптацію оповідання були куплені в рамках однодоларової угоди[en].
- 2013 головного героя зіграв Ґлен Маккамбер[15][16].
- У 2017 роль Річарда зіграв Конлан Поттінґер[17].

Історія також була анімована для спеціального випуску серіалу «Калейдоскоп жахів» у 2020 році. Головного героя озвучив Кіфер Сазерленд.

## Виноски
1. ↑  За редакцією Чарльза Л. Ґранта[en][1]